# ジョン・ハウ (初代チェッドワース男爵)
初代チェッドワース男爵ジョン・ハウ（英語: John Howe, 1st Baron Chedworth、1680年代 – 1742年4月）は、グレートブリテン王国の政治家、貴族。1727年2月から8月までと1729年から1741年まで庶民院議員を務めた。最初はトーリー党に属したが、1735年より首相ロバート・ウォルポールを支持するようになり、その褒賞として1741年に男爵位を与えられた。

## 生涯
ジョン・グロバム・ハウと妻メアリー（Mary Morgan、旧姓バスカヴィル（Baskerville）とモーガン（Morgan）、1656年洗礼 – 1699年、第3代準男爵サー・エドワード・モーガンの未亡人、ハンフリー・バスカヴィルの娘）の息子として、1690年までに生まれた。1712年3月7日から1715年1月19日までグロスタシャー海軍次官を務めた。
1722年に父が死去するとその遺産を継承、1730年7月3日に従兄の第3代準男爵サー・リチャード・グロバム・ハウが死去するとウィルトシャーのウィッシュフォードとグロスタシャーのコンプトン（Compton）における領地を継承した。
1727年2月、グロスター選挙区の補欠選挙にトーリー党候補として出馬、無投票で当選したが、同年9月の総選挙に出馬せず、半年で議員を退任した。1729年4月にウィルトシャー選挙区の補欠選挙に出馬して無投票で当選、1734年イギリス総選挙でも無投票で再選した。議会では1734年まで野党の一員として行動したが、1735年2月に陸軍の規模拡大への賛成演説を行い、デンマーク＝ノルウェーとの条約をめぐる採決でも賛成演説をした上で賛成票を投じた。これを機に首相ロバート・ウォルポールの支持者になり、1739年にパルド協定の賛成演説を行い、1740年12月に戦時大臣の第4代準男爵サー・ウィリアム・ヤングが陸軍11個連隊増設に向けての予算を提案したときにも賛成演説をしたが、一方で1737年に野党から提出された国債利子削減案にも賛成した。
1741年2月にウォルポール不信任動議への反対演説を行った後、同年5月12日にグレートブリテン貴族であるグロスタシャーにおけるチェッドワース男爵に叙された。1742年4月3日に死去、グロスタシャーのウィシントンで埋葬された。

## 家族
1712年1月、ドロシー・シン（Dorothy Thynne、1692年9月22日洗礼 – 1777年2月14日、ヘンリー・フレデリック・シンの長女）と結婚、8男5女をもうけた。
- ジョン・シン（1715年2月18日 – 1762年5月9日） - 第2代チェッドワース男爵[3]
- ヘンリー・フレデリック（1716年2月17日 – 1781年10月7日） - 第3代チェッドワース男爵[3]
- トマス（1716年ごろ – 1770年6月3日） - 聖職者。フランシス・ホワイト（Frances White、1723年ごろ – 1778年2月17日、トマス・ホワイトの娘）と結婚、子供あり。第4代チェッドワース男爵ジョン・ハウの父[3]
- チャールズ（1741年2月14日までに没[3]）
- スクロープ（1729年1月3日までに没[3]）
- ジェームズ（1722年ごろ – 1772年2月6日） - 1755年7月5日、スザンナ・ホワース（Susanna Howorth、1758年4月1日没、サー・ハンフリー・ホワースの娘）と結婚
- ウィリアム（1723年4月28日 – 1781年12月[3]）
- メアリー - 1751年7月11日、アレクサンダー・ライト（Alexander Wright）と結婚、子供あり[3]
- アン - 早世[3]
- アン（1764年6月6日没） - ロデリック・グウィン（Roderick Gwynne）と結婚、子供あり[3]
- ドロシー（1724年11月17日洗礼 – 1783年10月26日[3]）
- ルーシー（1726年4月11日 – 1792年7月27日[3]）